# Исусов живот према Новом завету
Живот Исуса Христа је представљен у Новом завету.

## Благовести
Нови завет почиње радосном вешћу Архангела Гаврила деви Марији да ће она родити спаситеља, сина Божјег, Христа (тај догађај се слави 25. марта/ 7. априла, Благовести).

## Христово рођење - Божић
Римски цар Август је хтео да преброји народ у своме царству, те заповеди да се сви људи попишу. Због тога је свако морао да иде у онај град из кога је пореклом. Тако света дева и Јосиф кренуше из Назарета, у коме су живели, у Витлејем, град Давидов, јер обоје беху из племена Давидова. Када су стигли било је већ касно те потражише преноћиште, али нису могли да нађу слободно место, ни у гостионицама, нити у кућама, јер су све биле пуне људи којих много дође у Витлејем на попис. Зато се они склонише у једну пастирску пећину. И ту се роди Исус Христос, син Божји. Света Дева га пови и стави у јасле. Тиме се испуни реч пророкова. (Рођење сина Божјег или Божић, слави се сваке године, и то три дана од 25. децембра (код католика) и 7. јануара (код православаца). Тада се поздрављамо речима : “Мир Божји! Христос се роди!”).
У близини пећине пастири су чували своја стада, одједном међу њих стаде анђео, и обасја их небеска светлост, они се уплашише. Анђео им рече:“не бојте се; јер гле јављам вам велику радост која ће бити свему народу, зато што вам се данас родио спаситељ у Давидовом граду, који је Христос Господ. И ово вам је знак, наћи ће те дете повијено у пелене где лежи у јаслама.” (Лука 2;10,11,12). Док им је он ово говорио појави се још много анђела који хваљаше Бога речима: “слава Богу на висини и на земљи мир међу људима који су по Божјој вољи.” (Лука 2;14). Када су се анђели вратили на небо пастири похиташе ка пећини, и у њој затекоше Јосифа и свету деву Марију и дете у јаслама. Тад се поклонише Исусу, и испричаше шта им се догодило, шта су им анђели рекли о том детету.
Убрзо, пошто су пастири отишли славећи и хвалећи Бога и јављајући радосну вест свима које су срели, у Витлејемску пећину стигоше и три мудраца са Истока, вођени чудесном звездом, са даровима својим: златом, тамјаном и смирном, и поклонише му се као цару над царевима. Осам дана после рођења сина Божјег наденули су му име Исус (Спаситељ), јер тако анђео беше рекао светој деви.

## Сретење Господње
Када Исус напуни четрдесет дана, света дева Марија и Јосиф га одведоше у храм, да би га по закону посветили Богу. Утом уђе у храм један седи свештеник. Био је то старац Симеон, праведан и побожан човек, коме је Свети Дух казао да неће умрети док не види Христа Спаситеља. Иако због старости није више служио, он тога дана дође у храм, јер му свети дух, који му се појавио тога дана рече, да ће у храму наћи Христа. Симеон приђе, узе дете и рече: “сад отпусташ с миром свога служитеља, Господе, по речи својој; јер су моје очи виделе спасење твоје” (Лука 2;29,30) (Празник Сретење Господње се обележава 2./15. фебруара).
У то време цар Ирод, страхујући за свој престо, посла да убију Исуса, јер је веровао да је то нови цар о коме је чуо од мудраца са истока. Али је божанска породица већ избегла из града и упутила се у Мисир (Египат). У Мисиру су остали све до Иродове смрти, а затим су се вратили у Назарет.

## Исус као дечак у храму
Ово је један од догађаја из Христовог детињства који се описује у Еванђељу по Луки.
Када је Исусу било дванаест година, пође он са пресветом Богородицом и Јосифом у Јерусалим, о празнику Пасхе, као и сваке године. После истека празничних дана кренуше кући, али Исус остаде у Јерусалиму, а света дева и Јосиф, не знајући то наставише пут. Када су приметили да га нема почеше га тражити међу рођацима и познаницима који су са њима ишли за Назарет. Пошто га не нађоше вратили су се у Јерусалим. Тамо су га тражили наредна три дана, али без успеха, све док не одоше у Јерусалимски храм. На њихово велико изненађење нађоше га у храму где седи међу учитељима. Слушао их је и испитивао. Окупљени народ који је пратио Исусов разговор са учитељима, дивио се његовој памети и његовим одговорима.
Света дева му приђе и запита, зашто није пошао са њима, и рече како су га свуда тражили, и ако им је његов нестанак много бриге задао. Он јој на то одговори:“Зашто сте ме тражили? Зар нисте знали да ја треба да будем у дому свога оца?”(Лука 2;49). Они тада не разумеше шта им је рекао, али “Његова мајка је чувала све ове речи у свом срцу” (Лука 2;51).

## Богојављење
Када му је било тридесет година (пунолетство код Јевреја), дође Исус на реку Јордан, код светог Јована Крститеља, да га крсти. Јован је био последњи од пророка који су најављивали долазак спаситеља, а и једини који га је видео. Рођен је пола године пре Христа (24. јун/ 7. јул, Ивандан), живео је у јудејској пустињи, где је постио и Богу се молио. Позивао је људе да се покају, јер се приближило царство небеско. Много народа је долазило да га слуша, и када би чули шта он говори било би им жао што су Бога вређали и кајали су се. Покајнике би свети Јован крстио у реци Јордан. Видевши Спаситеља Свети Јован рече: “ти треба мене да крстиш, а ти долазиш мени?” (Матеј 3;14), тада му Исус одговори: “пусти сада, јер тако треба да испунимо сву праведност” (Матеј 3;15). После овога Свети Јован пристаде да крсти Исуса. Он потопи Исуса у реку и крсти. Кроз тај чин се показа и мисија Христова у свету и пут нашега спасења, јер Господ узе грехе читавог човечанства и под њима умре (потапање) и оживе (излазак из воде). Исто тако и ми морамо умрети као стари греховни човек и оживети као очишћени, обновљени и препорођени. Тако је показан Спаситељ као и пут спасења.
Док је Исус излазипо из реке над Њим се појави Дух Свети у виду голуба, а из небеса се чу глас оца: “ти си Син мој љубљени, ти си по мојој вољи” (Марко 1;11). Овим отпоче Исус свој учитељски и спаситељски посао. Овим догађајем, се такође објави, свету тајна о Светој Тројици, Оцу, Сину и Светоме Духу. Због тога тај дан зовемо Богојављање (слави се 6./19. јануара). (На Крстовдан, дан уочи Богојављања и на сам празник Богојављање врши се освећење воде у храму. Богојављенска вода се носи кући и чува као чудотворна и света драгоценост. Никада се не квари, без обзира на временску дужину чувања. Користи се ради исцељивања и заштите од свих болести, очишћења од злих страсти и ради опроштаја грехова, и очишћење душе и тела. Њоме се кропи кућа ради освећења и заштите од демона и свих других нечистих сила.)

## Христово учење
После крштења Исус оде у пустињу, проведе четрдесет дана у строгом посту (без хране). По истеку четрдесет дана приђе му ђаво, и поче га кушати. Но Исус издржа сва искушења, те ђаво одступи од њега. Тада Исусу приђоше анђели и почеше му служити.
Потом Исус крете у народ и поче проповедати своју науку. Народ га је радо слушао и веровао му. Неки од њих су остављали све и кретали за њим и постајали његови ученици. Између њих Христос изабра дванаесторицу, и назва их апостолима, што значи посланици. То су Симон, кога Исус назва Петар, брат његов Андреја, затим браћа Јаков и Јован, Филип и Вартоломеј, Тома, Матеј, Јаков, Тадеј, Симон Канаит (био је из Кане Галилејске, на његовој свадби је Исус претворио воду у вино) и Јуда Искариотски, који је касније, зато што је издао Господа, био замењен Матијом. Они су највише времена проводили са Исусом, напуштали би Га само онда када би их он негде послао да уместо њега проповедају. Три и по године проповедао је Христос своју науку, и учио народ идући од града до града, од села до села, заједно са апостолима и много ученика. Чинио је многа чуда, лечио болесне, исцељивао телесне и духовне болести, васкрсавао мртве, опраштао грехе. Из његове Божанске Науке као круна и врхунац произашле су две највеће заповести, које укратко говоре какав треба да буде човеков однос најпре према Богу, а затим и према људима:
1. Љуби Господа Бога свога свим срцем својим и свом душом својом и свим умом својим и свом снагом својом;
2. Љуби ближњега свога као самога себе.
Важно је напоменути да је наш ближњи сваки човек без обзира на порекло, расу, положај, образовање, јер су сви људи Божја створења, и ако не волимо људе које видимо како можемо волети Бога кога не видимо? Ова заповест односи се како на оне који су добри према нама тако и на оне који су нам нешто рђаво учинили, јер рече Исус у својој беседи на гори: “љубите своје непријатеље, чините добро онима који вас мрзе, благосиљајте оне који вас куну, молите се за оне који вас вређају” (Лука 6;27,28), “ И ако љубите оне који вас љубе, каква вам је хвала? Јер и грешници љубе оне који љубе њих. И ако чините добро својим добротворима, каква вам је хвала? То чине и грешници ” (Лука 6; 32,33). Значи треба праштати, и не светити се, и враћати добро за зло, јер као што каже Владика Николај: “Не свети се, не враћај зло за зло. Доста је зла од суседа твога. Ако му вратиш зло за зло, удвостручићеш зло у свету; ако ли му не вратиш он још може покајањем сагорети своје зло и тако ћеш ти трпљењем смањити зло у свету.” (О Богу и о људима). Треба помагати сиромашнима и невољнима, али када чинимо милостињу да се не хвалимо, и о томе причамо на све стране да би нас други хвалили. Треба се Богу молити и постити. То треба чинити из праве побожности, а не само ради тога да се покажемо пред људима да смо побожни.

## Преображење Господње
Једнога дана, треће године своје проповеди на земљи, Исус поведе апостоле Петра, Јакова и Јована и изађе с њима на гору Тавор да се моли Богу. Док се молио, његово се лице измени и засија као сунце, а хаљине његове постадоше сјајне и беле као снег. Тако се он преобрази пред њима и показа део своје божанске славе. Поред Христа указаше се Мојсије и Пророк Илија и разговараху с њим о смрти која га чека у Јерусалиму. Затим се спусти један сјајан облак и заклони их, “и гле, глас из облака говораше: ово је мој љубљени син, који је по мојој вољи; њега слушајте.” (Матеј 17;5)
Кад апостоли чуше глас Божји, уплашише се и падоше лицем ка земљи. Исус им приђе, додирну их и рече:“устаните и не бојте се!” (Матеј 17;7). Кад подигоше очи, облака више није било. Видеше самога Исуса који је опет имао свој обичан изглед. И сиђоше с горе.
На гори Тавору, као и на реци Јордану три године раније, Бог отац потврђује да је Исус син Божји. Такође појављивање двојице старозаветних пророка, Мојсија и Илије, као Исусових слугу, разбија јеврејску заблуду да је Исус неки од пророка (Илија, Јеремија,...), већ се он овим представља као цар над пророцима. Овим је Господ хтео да ојача веру својих ученика како у наступајућим данима његовог страдања не би отпали од њега.
Он није повео све апостоле, већ само тројицу најљубљенијих, зато што је знао да ће га Јуда Искариотски издати, те зато није био достојан да види Божанску славу Христову, а опет није хтео да га остави самог под гором да не би касније тиме правдао своје издајство. Преображење Господње празнује се 6./19. августа.

## Свечани Христов улазак у Јерусалим - Цвети
Пошто је у селу Витанија, надомак Јерусалима, васкрсао Лазар (познат као четвородневни Лазар, јер је био мртав четири дана, пре него што га је Господ Исус Христос васкрсао). Христос крете са ученицима у Јерусалим, јер се приближавао јеврејски празник Пасха. Када стигоше надомак Јерусалима рече Исус двојици ученика “идите у село што је пред вама, и одмах ћете наићи на магарицу привезану и магаре с њом; одвежите и доведите ми.” (Матеј 21;2). Ово се догодило да би се испунила реч пророкова: “Радуј се много, кћери Сионска, подвикуј, кћери Јерусалимска; ево, цар твој иде к теби, праведан је и спасава, кротак и јаше на магарцу” (Захарије 9;9).
Како се међу народом већ пронео глас о његовом доласку, то изађе много људи да га дочека и поздрави. Многи су бацали своје хаљине пред њега на пут којим је пролазио, други су пак секли палмине гранчице и бацали. Сви су били пуни радости и усхићени, и просто су се утркивали у томе ко ће боље да га дочека. Узвикивали су:“Осана, нека је благословен који долази у име Господње”(Јован 12;13). Христовом доласку су се посебно обрадовала деца, која осташе уз њега и када су родитељи почели да се разилазе. (Христов улазак у Јерусалим слави се недељу дана пре Васкрса, овај празник се у народу зове Цвети.)

## Лазарева субота - Врбица
Уочи празника Цвети, на Лазареву суботу, дан када се обележава чудесни догађај васкрсавања Лазара, освећују се врбове гранчице које се деле народу (зато се код нас овај празник још зове и Врбица). Освећена гранчица се носи кући и оставља поред славске иконе и кандила. Литија око храма, у којој има много деце са гранчицама у рукама, преноси нас у онај радосни дан када су се деца показала као најбољи верници Христови. Он је њихов пастир, и зато деца, као Христови јагањци, носе о врату мало звонце.

## Исус истерује трговце из храма
Затим Исус, праћен народом улази у Јерусалимски храм. Тамо он истерује из храма све трговце, који су својом галамом ометали молитву и вређали светињу. Овај догађај се збио у понедељак (Велики понедељак). Наредних дана Христос дању исцељује и подучава народ у храму, одговара на лукава питања фарисеја и Садукеја, а ноћу напушта Јерусалим и одлази на Маслинску гору, заједно са ученицима, да се моли.

## Фарисеји
фарисеји - у преводу „издвојени“, секта која је настала након изласка Јевреја из Вавилонског ропства. Познавали су књиге старог завета, али су веровали и усменој традицији. Веровали су у постојање добрих и злих анђела, и у васкрсење мртвих, у привремени одлазак душе у блаженство или стање казне, као и у Месијин суд након васкрсења. Били су јеврејске патриоте, нису признавали туђи утицај. Нису били свештеници.

## Садукеји
Садукеји - у преводу „праведни“, добили су име по свештенику Садоку, чувару ковчега завета из Соломоновог времена. Нису веровали у васкрсење мртвих, као и у бесмртност душе, одбацивали су и могућност постојања анђела. Били су присталице грчког утицаја и светске културе. У њиховим редовима било је и свештеника.)
Како се приближавао празник Пасхе првосвештеници и књижевници тражили су начин како да убију Исуса, а да не изазову гнев код народа. (књижевници - преписивачи и тумачи књига закона и пророка). Пошто су били много слабија партија у односу на фарисеје и Садукеје подржавали би час једне, час друге. Били су народни учитељи и волели су да се ословљавају титулом рабина. Углавном су били лаици, мада је међу њима било и свештеника.)

## Јудино издајство
“Тада сатана уђе у Јуду који се звао Искариотски, један из броја дванаесторице. Он оде и договори се са првосвештеницима и заповедницима како ће га њима издати ” (Лука 22; 3,4) Јуда Искариотски је за своју издају примио тридесет сребрника, и тако се испунило пророчанство пророка Захарија: “И измериће ми плату тридесет сребрника” (Захарија 11; 12) (тридесет сребрника је била и откупна сума власнику за убијеног роба).

## Тајна вечера
Дошао је дан бесквасних хлебова, када се по обичају клало пасхално јагње. Тада Исус посла апостоле Петра и Јована у град, да у кући Светог Јована Богослова припреме вечеру за Пасху. Касније, када је вечера била припремљена, дође Исус са осталим ученицима.
За време вечере настаде међу ученицима расправа о томе који је од њих важнији. Тада Исус устаје, опасује се убрусом, узима умиваоник и почиње да пере ноге својим ученицима, и тиме Исус показа своју смерност пуну љубави, која треба апостолима и свима вернима да буде пример врлине понизности и љубави према ближњем. Када им опра ноге рече: “кад сам ја, Господ и учитељ, опрао ноге вама, и ви сте дужни да перете ноге један другом.” (Јован 13;14).
Потом Исус рече да ће га један од апостола издати, као што је и псалмопевац давно прорекао “који јеђаше хлеб мој, подиже на ме пету” (Псалми Давидови 41;9). Ученици су се питали који је од њих тај, а он им одговори: “ који умочи са мном руку у зделу, тај ће ме издати” (Матеј 26;25). Тада Јуда упита да ли је он тај који ће га издати, а Исус му одговори: “ти каза” (Матеј 26;25).
“А кад су јели, узе Исус хлеб, благослови, изломи и даде ученицима и рече: узмите једите; ово је тело моје. Тада узе чашу и захвали, даде им и рече пијте из ње сви; јер ово је моја крв савеза, која се пролива за многе ради опроштаја грехова” (Матеј 26;26,27,28) (Овим је Христос установио свету тајну причешћа или Евхаристију. Ова тајна непрекидно се врши у цркви све до данас, и црква, заправо народ Божји живи овом тајном у којој се причешћујемо самим телом и самом крвљу Господа Исуса Христа. Причешће се обавља на светој служби или светој литургији у цркви када се молитвом и благословом свештеника, односно владике, хлеб и вино претварају у тело и крв Исусову. За свето причешће верници се припремају молитвом и постом.)

## Исусова молитва на Маслинској гори
После тајне вечере Исус одлази на Маслинску гору са једанаесторицом апостола, Јуда их раније напусти. На Мслинској гори Христос се три пута помоли Богу, и обраћа речима:“Оче мој, ако је могуће нека ме мимоиђе ова чаша; али не како ја хоћу него како ти” (Матеј 26;39). Овим речима Исус се не моли за испуњење овоземаљских жеља (и да по сваку цену остане жив), већ једино за испуњење Божје воље. На овај начин он учи сва будућа покољења како се треба молити.
Убрзо пошто Исус заврши молитву појави се Јуда са мноштвом наоружаних људи, које послаше првосвештеници и старешине народне. Тада Јуда приђе Исусу, и пољуби га, јер то беше знак који раније договори са слугама првосвештениковим, “кога пољубим, тај је; држите га.” (Матеј 26;48). Маса пође ка Исусу, један од апостола исуче мач и њиме одсече уво једном од нападача, коме беше име Малх. “Тада му Исус рече: врати свој мач на његово место; јер сви који се маше за мач од мача ће погинути. Или мислиш да не могу да замолим свога оца, па ће ми одмах послати више од дванаест легија анђела? Како би се онда испунила писма, да тако треба да буде?” (Матеј 26;52,53,54). Потом исцели слуги уво.

## Исус пред Синедрионом, Петрово одрицање
Ученици Христови се разбежаше, а њега поведоше ка кући првосвештеника Кајафе. Апостол Петар пође за њима, пратећи их издалека. У Кајафиновој кући првосвештеник и цео синедрион почеше да испитују Исуса. Покушавали су на све начине да пронађу неки разлог због кога би га погубили. Ређали су се разни лажни сведоци, са различитим оптужбама. На све то Исус не рече ништа. Тада га упита првосвештеник зашто ништа не каже у своју одбрану, но Исус је и даље ћутао. “И првосвештеник му рече: заклињем те Богом живим да нам кажеш јеси ли ти Христос, син Божји? Рече му Исус: ти каза; али вам кажем да ће те видети сина човечјег где седи с десне стране силе и долази на небеским облацима” (Матеј 26;63,64). После ових речи оптужише га за богохуљење, и осудише на смрт. Тада поче окупљена светина да га удара и вређа, неки га ударише по глави, а неки по образу уз речи: “прореци нам, Христе, ко те удари?” (Матеј 26; 68). Потом, пошто су га свезали, спустише га у једну мемљиву и загушљиву просторију која се налазила испод подрума Кајафине куће. Ту Исус оста све до сутрадан док не беше пребачен у још гори затвор, који се налазио у једном делу Антонијеве куле, у Преторију.
За то време Петар и још један ученик седели су крај ватре у дворишту Кајафине куће, са првосвештениковим слугама, чекајући да виде шта ће даље бити са Исусом. Тада им приђе једна слушкиња и рече како је Петар био са Исусом. Петар то порече и изађе у предворје. Тамо му приђе и друга слушкиња и рече му оно исто, а он поново порече. Но, после тога и остали окупљени рекоше како је Петар био са Исусом, али овај и по трећи пут то порече, и поче се заклињати да он не познаје Исуса. Утом запева петао и Петар се сети Исусових речи: “пре но што петао запева три пута ћеш ме се одрећи” (Матеј 26;75). Петар истрча напоље и тамо заплака.
Када је видео шта је учинио Јуда Искариотски се покаја за своје недело и врати тридесет сребрника првосвештеницима, рекавши им: “греших што издадох невину крв” (Матеј 27;4). Но они му одговорише да се то њих не тиче, тада он баци сребрнике у храм, па затим оде те се обеси (чиме је починио још један тежак грех, самоубиство). За оне сребрнике првосвештеници откупише од неког лончара њиву, да би на њој сахрањивали странце. Пошто је купљена за сребрнике који беху плата за крв, то се она њива и до данас назива Крвна њива.

## Исус пред Пилатом
Пошто су Јевреји били под римском влашћу, то они нису могли спроводити смртну казну без потврде римског намесника. Због тога они одмах сутрадан, у петак изведоше Христа пред Понтија Пилата, римског намесника. Првосвештеници поново изнесоше многе лажне оптужбе на Христов рачун, али он им не одговори но поново ћуташе. Када га и Пилат упита који је Његов одговор на првосвештеничке оптужбе он не рече ништа. Како није налазио никакве кривице код Христа Пилат хтеде да га ослободи, али првосвештеници и окупљена светина се томе успротивише тврдећи како Исус буни народ својим учењем.

## Исус пред Иродом II Антипом
Да би разрешио ову ситуацију Пилат шаље Исуса код Ирода II Антипе, који из Галилеје дође у Јерусалим, због празника. И Ирод поче да испитује Христа, али Исус ни њему ништа не одговори. Исусово ћутање разгневи Ирода, и овај да би му се осветио поче исмејавати Христа, и облачити у кнежевско одело, белу хаљину. Потом га врати Пилату, не би ли овај разрешио насталу ситуацију.

## Пилат осуђује Исуса на смрт
Како је сваке године о празнику намесник ослобађао једног сужња, ког би народ изабрао, то Пилат упита окупљени народ, кога да пусти Христа или Вараву (један од тројице разбојника који такође беху заточени у Преторији). Но, првосвештеници и старешине народне, наговорише окупљену масу да тражи, да Варава буде ослобођен, а Исус погубљен. Пилат поново упита кога да пусти, и опет доби исти одговор, Вараву. Онда упита шта да ради са Исусом, а народ повика: “распни га”. Када Пилат упита какво је зло Христос учинио народ не одговори но поново повика: “распни га”. “А Пилат видевши да ништа не помаже, него бука све већа бива, узе воду па опра руке пред народом и рече: ја нисам крив у крви овог праведника; ви ћете се бринути. Одговори сав народ и рече: крв његова на нас и на нашу децу” (Матеј 27;24,25). Пилат пусти Вараву, и нареди да ишибају Христа, и да га распну на крст. Намесникови војници вратише Исуса у Преторију, где га свукоше и огрнуше црвеном кабаницом. На главу му ставише венац од трња, а у десну руку трску. Затим му се почеше ругати, и клањати уз речи: “здраво, јудејски царе, и пљунуше на њега, узеше трску и удараху га по глави. И када му се наругаше, свукоше са њега кабаницу и обукоше га у његове хаљине, па га одведоше да га распну. ” (Матеј 27;29,30,31).

## Распеће
Војници натоварише Господу крст на раме те кренуше ка брду Голгота (Брдо лобање), улицама Јерусалимским. Исус паде, после неког времена под теретом крста, те војници нађоше једног човека, по имену Симон, да он понесе крст Господњи. Колона настави свој пут ка Голготи. У колони беше много људи и жена, које сажаљеваше и оплакиваше Исуса, а “Исус се обазре на њих и рече: кћери јерусалимске, не плачите за мном, него плачите за собом и за својом децом. ” (Лука 23;28). Када су стигли на Голготу распеше Господа, и двојицу разбојника са његове десне и леве стране. “А Исус је говорио: Оче, опрости им, јер не знају шта чине” (Лука 23;34). Затим римски војници бацише коцку да би поделили Исусово одело. Над главом Христовом, по Пилатовој наредби, поставише натпис на три језика: хебрејском, грчком и латинском, “Исус Назарећанин цар Јудејски”.
Под стеном на коју је био постављен крст налазила се глава праоца Адама, коју на то место донесе Мелхиседек. Како је часна крв Христова капала са крста на стену под њим, тако стена поче пуцати. Крв Христова сливала се низ стену на главу Адамову и тако спирала прародитељски грех.
(Мелхиседек - цар и првосвештеник Правде и Мира, човек који је код града Салима (касније Јерусалим), у земљи Ханану, дочекао са хлебом и вином Аврама у част његове неустрашивости и праведности. У светом писму стоји да је Христос првосвештеник по реду Мелхиседековом, тј. цар и првосвештеник, баш као и ова мистична и веома загонетна личност.)
Под крстом Исусовим стајале су, његова мајка пресвета Богородица Марија, њена сестра Марија Клиопина, као и Марија Магдалена. Са њима беше и највернији од ученика, Свети Јован Богослов. “Исус, видевши мајку и крај ње ученика кога је љубио, рече мајци, жено ето ти сина. Затим рече ученику: ето ти мајке. И од онога часа узе је ученик к себи.” (Јован 19;26). Много се света скупило да би гледало Исусово страдање, а старешине народне ругаше му се говорећи зашто не спасе самога себе ако је син Божји. И један од разапетих разбојника хулио је на Исуса говорећи зашто их све не спасе ако је он Христос. Други разбојник, по имену Дисмас, укори првог разбојника зато што хули на Бога, а затим се обрати Исусу: “Исусе, сети ме се кад дођеш са својим царством. А он му рече: заиста, кажем ти: данас ћеш бити са мном у рају.” (Лука 23;42,43). (Дисмас је, по Предању, био вођа групе разбојника која је пресрела свету породицу приликом бекства у Мисир. Видевши лепоту Богомладенца Христа он је рекао:“када би сам Бог, узео лик човечији, не би могао бити лепши од овога детета” и уместо да их опљачка он их још богато дарива. Богомајка му рече да ће га то дете спасти. Што се и догоди.)
Убрзо после тога паде тама на земљу, иако је био дан. Прошло је шест сати откако је Христ распет, када он повика: “Или, Или, лама савахтани” (Боже мој, Боже мој, зашто ме остави) (Матеј 27;46). Тада један од окупљених узе сунђер натопљен сирћетом и натакну га на трску, па принесе Исусовим устима. “Тада Исус повика веома гласно и рече: Оче, предајем свој дух у твоје руке. И кад ово рече издахну” (Лука 23;46) “И гле, завеса у храму расцепи се на двоје од горе до доле, и земља се затресе, и стене се распадоше, и гробови отворише те васкрснуше многа тела умрлих светитеља после његовог васкрсења уђоше у свети град и показаше се многима. А капетан и који с њим чуваху Исуса видевши земљотрес и шта се догодило, уплашише се врло и рекоше: овај заиста беше Божји син” (Матеј 27;51-54).
Како је био петак, па да тела не би остала на крсту до суботе, која беше велики дан, Јевреји замолише Пилата да се распетима пребију голени(цеванице), и да се скину са крста. Пилат услиши њихову молбу. Римски војници пребише распетим разбојницима цеванице, а кад дођоше до Исуса видеше да је већ мртав те му не пребише цеванице, но један од војника прободе му копљем ребра. Одмах, из ране, потече крв и вода. “Све се ово, наиме догодило, да се испуни писмо:“Његова кост се неће преломити”. И још друго писмо каже: “Гледаћете онога кога су проболи”.”. (Јован 19;36,37).
(У књизи Хаџи Драгана Б. Поповића, ИСТИНА О СВЕТОЈ ЗЕМЉИ - ПРАВОСЛАВНИ ЈЕРУСАЛИМ налазимо детаљан опис патњи кроз које су пролазили распети на крсту: “Патње распетих на крсту су биле надљудске. Жртве су пре свега, осећале страховиту жеђ. А да ће Месија при страдању бити мучен жеђу наговестио је Старозаветни пророк (Пс. 68,21).
Затим, крв им се сливала у листове, притом, пунећи плућа; тако су се полагано гушили од сопствене крви. Лествица на доњем делу крста - супеданеј, служила је као ослонац. Од ње су се одупирали према горе, па се крв на тај начин враћала из листова у тело, а жртве остајале у животу. Било је случајева, да су на крсту разапети остајали и до шест дана.” Када су хтели да окончају муке распетих џелати би им пребијали цеванице (голени), и ови би убрзо умирали, од гушења, јер нису више могли да се одупиру ногама о лествицу. Христос је најкраће остао жив на Крсту, шест сати.)

## Ученици сахрањују Исуса
Тајни ученици Христови, пошто су били чланови синедриона, Никодим и Јосиф из Ариматеје тражише од Пилата дозволу да скину Исуса са крста и да га сахране. Пилат им то дозволи, те они скинуше часно тело Господње са крста и положише га на камену плочу. Затим помазаше тело Христово, које је имало преко петсто отворених рана, са око сто литара мира (пошто је петак био на измаку, а суботом се није смело радити, нису имали довољно времена да га окупају, већ су га помазали по Јеврејском обичају, као цара).“И узе Јосиф тело, уви га у чисто платно, па га стави у свој нови гроб који је усекао у стени, и навали велики камен на врата од гроба, и отиде.” (Матеј 27;59,60).
Овим се заврши најтужнији и најтрагичнији дан у читавој људској историји, дан када су зли људи разапели Бога на крст, Велики Петак. (велики петак је петак уочи Васкрса (Ускрса). На овај празник хришћани одлазе у цркву на молитву сећајући се Христових мука и патњи на крсту које је добровољно претрпео да би нас ослободио од наших невоља и грехова. На овај празник се строго пости цео дан, а побожнији цео дан не једу ништа (неки не пију ни воду), једино пред крај дана узму мало хлеба. На велики петак се у храмовима, поподне, износи плаштаница (платно на коме је приказано полагање Христово у гроб), коју верници целивају све до васкрса. Плаштаница се поставља на посебно украшен сто (гроб Христов) испред иконостаса, пред олтаром. На овај празник најчешће се пева:“Слава дугом трпљењу Твојему, Господе.” Ко не доживи тугу и трагедију великог петка, тешко да ће осетити сву духовну радост и величину Васкрса.)